# Ancistroides armatus
Ancistroides armatus är en fjärilsart som beskrevs av Druce 1873. Ancistroides armatus ingår i släktet Ancistroides och familjen tjockhuvuden. Inga underarter finns listade i Catalogue of Life.